# 남상일
남상일(南相一, 1978년~)은 대한민국의 국악인이자 방송인이다.

## 출연 작품

### 영화
- 《메밀꽃, 운수 좋은 날, 그리고 봄봄》(2014) - 봄봄 - '나' 부분 판소리 도창 목소리 역

### 텔레비전 프로그램
- 2009년 EBS 얼쑤! 한국어쇼
- 2012년 TV조선 국악락락
- 2013년 KBS K-SORI 악동
- 2013년 KBS 국악한마당
- 2015년 KBS 불후의 명곡
- 2015년 KBS 시니어 토크쇼 황금연못
- 2016년 MBC 미스터리 음악쇼 복면가왕 - 냉동만두 해동됐네?! <참가자>
- 2017년 KBS2 노래싸움 - 승부
- 2019년 MBC 생방송 행복드림 로또 6/45 - 881회 게스트
- 2020년 tvN 《플레이어 2》 - 4회

## 수상 및 후보
- 2013년 오늘의 젊은 예술가상 전통예술 부문
- 2012년 KBS 국악대상 판소리상
- 2012년 제39회 한국방송대상 문화예술인상